# 古在由重
古在 由重（こざい よししげ、1901年5月17日 - 1990年3月6日）は、日本の哲学者。元名古屋大学教授。元日本共産党員。

## 経歴
東京帝国大学総長を務めた農芸化学者・古在由直と、作家・清水紫琴の次男として東京府（現・東京都）に生まれる。兄・由正は東洋史学者・幣原坦の次女・澄江と結婚している。千葉大学学長を務めた農芸化学者・古在豊樹は由重の息子であり、国立天文台初代台長を務めた天文学者・古在由秀は由重の甥（由正・澄江夫妻の長男）にあたる。
旧制第一高等学校、東京帝国大学文学部哲学科卒業。1932年、戸坂潤らと唯物論研究会を設立し、1933年および1938年の二度、治安維持法違反で検挙される。出獄後は上智大学でカトリック文献の翻訳や、四王天延孝の回教協会に勤務して、戦時下を過ごした。
戦後は民主主義科学者協会哲学部門の中心メンバーとなり原水爆禁止運動や平和運動にも参加したが、1984年の原水協の分裂にともない、共産党を批判するグループの吉田嘉清事務局長らを支援したとして、共産党から除籍された。
1959年から1965年にかけて名古屋大学教授を務めた。『古在由重著作集』全6巻を出版するほか、結婚後に執筆を禁じられた母・紫琴の全集を編纂した。
死去に際して、共産党が除籍した経緯から、日本共産党機関紙「赤旗」は報道を行わなかった。
古在が主宰した「古在ゼミ」と呼ばれる哲学研究会を主宰し、多くの平和運動につながっていった。

## 著書
- 『古代哲学史』三笠書房（唯物論全書）1936（著作集第1巻所収）
- （松原宏として）『唯物論通史』三笠書房（唯物論全書）1936（著作集第1巻所収）
- 『現代哲学』三笠書房（唯物論全書）1937（著作集第1巻所収）
- 『唯物論史序説』伊藤書店 1947（著作集第1巻所収）
- 『五つの省察』日本評論社 1948（著作集第2-3巻所収）
- 『史的唯物論』ナウカ社 1949（著作集第3巻所収）
- 『思想とはなにか』岩波新書 1960
- 『古在由重著作集』全6巻 勁草書房 1965-1967
- 『人間讃歌』岩波書店 1974
- 『自由の精神』新日本出版社（新日本新書）1974
- 『教室から消えた先生』新日本出版社 1982
- 『草の根はどよめく』築地書館, 1982
- 『戦時下の唯物論者たち』青木書店 1982
- 『和魂論ノート』岩波書店 1984
- 『哲学者の語り口』勁草書房 1992。鈴木正編
- 『古在由重の哲学』こぶし書房・こぶし文庫 戦後日本思想の原点 2006。吉田傑俊編
- 『勇気ある義人　古在由重セレクション』同時代社 2019。太田哲男編

### 編著・共著
- 『唯物弁証法入門 「スターリン弁証法的唯物論と史的唯物論」研究』伊藤書店 1948
- 『弁証法の課題』 ナウカ社 1949
- 『リアリズム研究』蔵原惟人共編 白揚社 1949
- 『哲学の現代史』文化評論社, 1949
- 『哲学用語辞典』出隆共編 青木文庫, 1951
- 『現代思想十二講』 ナウカ社, 1951
- 『哲学講座』全5巻 編 青木文庫, 1952
- 『哲学研究入門』山崎正一・暉峻凌三共編 東京大学出版会, 1958
- 『岩波小辞典哲学』粟田賢三共編 岩波書店, 1958
- 『思想のデュエット——古在由重対話集』新日本出版社 1975
- 『スポーツとヒューマニズム——古在由重論談集』新日本体育連盟 1976
- 『知識人と現代 研究者の記録』 青木書店, 1977
- 『思いだすこと忘れえぬひと』右遠俊郎対談 同時代社, 1981
- 『愛と自立 紫琴・らいてう・百合子を語る』小林登美枝 大月書店, 1983

没後刊の伝記、対話編著
- 『古在由重　人・行動・思想　二十世紀日本の抵抗者』同・編集委員会編、同時代社, 1991
- 『暗き時代の抵抗者たち』丸山眞男対談　同時代社, 2001、「一哲学徒の苦難の道」岩波現代文庫, 2002
- 岩倉博『ある哲学者の軌跡　古在由重と仲間たち』花伝社, 2012
- 太田哲男『回想録わが師たち　藤田省三・古在由重・高杉一郎』同時代社, 2023

### 翻訳
- バウホ『哲学論叢 カントと現代の哲学的課題』岩波書店, 1928
- ソ同盟科学院哲学研究所『弁証法的唯物論』全3分冊  森宏一共訳 青木新書, 1955
- マルクス/エンゲルス『ドイツ・イデオロギー』岩波文庫 1956、復刊1993
- マックス・ヴェーバー『ヒンドゥー教と仏教』大月書店、2009